# Harry Gilmer
Harry Vincent Gilmer Jr. (Birmingham, 14 aprile 1926 – 20 agosto 2016) è stato un giocatore di football americano statunitense che ha giocato nel ruolo di quarterback nella National Football League (NFL). Fu la prima scelta assoluta del Draft NFL 1948 da parte dei Washington Redskins. Al college giocò a football all'Università dell'Alabama.

## Carriera professionistica
Gilmer fu scelto dai Washington come primo assoluto nel Draft NFL 1948. Dopo aver disputato una sola partita nella sua stagione da rookie, divenne il titolare dei Redskins nel 1949. Rimase a Washington fino al 1954, prima di passare ai Detroit Lions per le ultime due stagioni della propria carriera da giocatore.

## Palmarès
- (2) Pro Bowl (1950, 1952)
- College Football Hall of Fame

## Statistiche
| Partite totali | 76    |
| Yard passate   | 3.486 |
| Touchdown      | 23    |
| Intercetti     | 45    |
| Passer rating  | 48,0  |